# Оксфорд (переписна місцевість, Нью-Джерсі)
Оксфорд (англ. Oxford) — переписна місцевість (CDP) в США, в окрузі Воррен штату Нью-Джерсі. Населення — 1033 особи (2020).

## Географія
Оксфорд розташований за координатами 40°48′22″ пн. ш. 75°0′5″ зх. д. / 40.80611° пн. ш. 75.00139° зх. д. (40.806004, -75.001467).  За даними Бюро перепису населення США в 2010 році переписна місцевість мала площу 1,80 км², з яких 1,78 км² — суходіл та 0,01 км² — водойми.

## Демографія
Згідно з переписом 2010 року, у переписній місцевості мешкало 1090 осіб у 455 домогосподарствах у складі 287 родин. Густота населення становила 606 осіб/км².  Було 514 помешкання (286/км²).
Расовий склад населення:
| - 97,6 % — білих - 0,7 % — азіатів - 0,2 % — чорних або афроамериканців |

До двох чи більше рас належало 1,1 %. Частка іспаномовних становила 2,7 % від усіх жителів.
За віковим діапазоном населення розподілялося таким чином: 20,1 % — особи молодші 18 років, 62,1 % — особи у віці 18—64 років, 17,8 % — особи у віці 65 років та старші. Медіана віку мешканця становила 43,5 року. На 100 осіб жіночої статі у переписній місцевості припадало 96,4 чоловіків;  на 100 жінок у віці від 18 років та старших — 91,9 чоловіків також старших 18 років.
Середній дохід на одне домашнє господарство  становив 60 116 доларів США (медіана — 52 692), а середній дохід на одну сім'ю — 79 053 долари (медіана — 69 750). Медіана доходів становила 55 515 доларів для чоловіків та 40 938 доларів для жінок. За межею бідності перебувало 7,5 % осіб, у тому числі 0,0 % дітей у віці до 18 років та 8,8 % осіб у віці 65 років та старших.
Цивільне працевлаштоване населення становило 455 осіб. Основні галузі зайнятості: освіта, охорона здоров'я та соціальна допомога — 15,8 %, роздрібна торгівля — 14,7 %, науковці, спеціалісти, менеджери — 14,1 %, будівництво — 14,1 %.